# Transatlantic Sessions
Les Transatlantic Sessions sont une série de programmes musicaux réalisés par Pelicula Funda Ltd, fondées et financées par BBC Scotland, BBC Four et RTE. Les productions mettent en scène des musiciens traditionnels et country des deux côtés de l'Atlantique Nord, qui se rassemblent sous la direction de Aly Bain et Jerry Douglas, et réalisent des enregistrements audio et vidéo au format TV d'une demi-heure. Les musiques jouées proviennent d'Écosse, Irlande, Angleterre et Amérique du Nord. Le réalisateur est Mike Alexander, et le producteur est Douglas Eadie.
En plus des émissions TV, plusieurs participants ont récemment donné des concerts publics des Transatlantic Sessions, recevant un certain succès dans la presse,. Six enregistrements ont ainsi été distribués en format CD et DVD par Whirlie Records.

## Concept
Le premier épisode des Transatlantic Sessions a été produit en 1995. Le projet fut conçu en ce temps par Douglas Eadie, Mike Alexander et Aly Bain. Jusqu'à présent, six séries ont été produites, en 1995, 1998, 2007, 2009, 2011 et 2013.
Pour chaque session, le réalisateur et le producteur choisissent un lieu spécial (généralement un manoir, un pavillon de chasse ou un hôtel en Écosse), où les musiciens jouent pendant que la session est enregistrée. Chaque session est filmée dans un lieu différent, à l'exception des séries 4 et 5, qui ont toutes les deux été filmées dans la même maison, un pavillon de chasse à Glen Lyon, près d'Aberfeldy dans le Perthshire. La sixième série a été filmée et enregistrée près de Loch Lomond.

## Historique
Les participants changent d'une session à l'autre, mais depuis la première session, une composition récurrente a été utilisée : quelques musiciens composent le noyau du groupe (House Band), et à chaque session, de nouveaux artistes sont invités.

### Les Transatlantic Sessions originales (TS1)
(1995/Réalisée par Aly Bain et Jay Ungar) Enregistrée à la résidence Montgreenan, dans le  North Ayrshire
- House Band: Aly Bain, Jay Ungar, Russ Barenberg, Jerry Douglas, Molly Mason, Danny Thompson et Jim Sutherland.
- Invités: Martyn Bennett, Mary Black, Guy Clark, Travis Clark, Phil Cunningham, Iris DeMent, Dick Gaughan, Emmylou Harris, Donal Lunny, Cathal McConnell, John Martyn, Kate et Anna McGarrigle, Charlie McKerron, Dougie MacLean, Karen Matheson, Kathy Mattea, Mairéad Ní Mhaonaigh, Mark O'Connor, Rod Paterson, Donald Shaw, Declan Sinnott, Davy Spillane, Savourna Stevenson, Simon Thoumire, Rufus Wainwright et Michelle Wright.

#### Programmes des TS1
Les noms des sets sont en italique et les musiciens principaux sont indiqués entre parenthèses (ce ne sont nécessairement les compositeurs des morceaux)
- 1er programme: Wheels of Love (Emmylou Harris, Iris DeMent, Mary Black), MacIlmoyle (Aly Bain, Jay Ungar, Russ Barnberg, Molly Mason, Jim Sutherland), Ready for the Storm (Kathy Mattea, Dougie MacLean), Spencer the Rover (John Martyn, Danny Thompson), Big Bug Shuffle (Russ Barenberg), Black Diamond Strings (Guy Clark, Emmylou Harris), Guitar Talk (Michelle Wright, Karen Matheson), Ashokan Farewell (Jay Ungar, Aly Bain)
- 2e programme: May You Never (John Martyn, Kathy Mattea), Big Scioty (Jay Ungar, Aly Bain, Molly Mason, Russ Barenberg, Jerry Douglas), Ta Mo Chleamhnas Deanta, (Mairéad Ní Mhaonaigh, Donal Lunny), Grey Eagle (Mark O'Connor), Talk to Me of Mendocino (Kate & Anna McGarrigle, Karen Matheson), Mexican Monterey (Savourna Stevenson, Aly Bain, Danny Thompson), By The Time It Gets Dark (Mary Black, Emmylou Harris, Declan Sinnot), Auld Lang Syne (Rod Paterson, Mairéad Ní Mhaonaigh, Martyn Bennett)
- 3e programme: The Loving Time (Mary Black, Emmylou Harris, Declan Sinnott), Goodbye Liza Jane (Jay Ungar, Aly Bain, Russ Barenberg, Jerry Douglas, Molly Mason), Iain Ghlinn Cuaich (Karen Matheson, Donald Shaw), Turning Away (Dougie MacLean, Kathy Mattea), Boulavogue/Mrs McCleod (Davy Spillane, Aly Bain, Russ Barenberg), Let the Mystery Be (Iris DeMent), Wild Mountain Thyme (Dick Gaughan, Emmylou Harris, Kate & Anna McGarrigle, Rufus Wainwright), Far From Home/Big John MacNeil (House Band, Mark O'Connor, Martyn Bennett, Charlie McKerron, Mairéad Ní Mhaonaigh, Cathal McConnell)
- 4e programme: Goin' Back to Harlan (Anna & Kate McGarrigle, Emmylou Harris), Daire's Dream (Davy Spillane, Jerry Douglas, Russ Barenberg), Canan Nan Gaidheal (Karen Matheson, Donald Shaw), Jim's Jig/Little Cascades/Fox in the Town (Simon Thoumire, Jim Sutherland), Farewell, Farewell (Mary Black, Declan Sinnott), Cat in the Bag (Mark O'Connor, Russ Barenberg, Donal Lunny, Danny Thompson), Our Town (Iris DeMent), Ronfleuse Gobeil (Jay Ungar, Aly Bain, Molly Mason, Russ Barenberg, Jim Sutherland)
- 5e programme: I Will (Kathy Mattea, Dougie MacLean), Will the Circle be Unbroken (Michelle Wright, Iris DeMent, Mairéad Ní Mhaonaigh), You Low Down Dirty Dog (Jay Ungar, Aly Bain, Russ Barenberg, Jerry Douglas, Molly Mason), Gentle Annie (Kate & Anna McGarrigle, Rod Paterson), Jesse Polka (Mark O'Connor, Phil Cunningham, Russ Barenberg, Donal Lunny, Danny Thompson), Green Rolling Hills (Emmylou Harris, Mary Black), The Dark Woman of the Glen (Cathal McConnell, Aly Bain, Phil Cunningham, Russ Barenberg), Big Muff (John Martyn, Danny Thompson)
- 6e programme: Hard Times (Kate & Anna McGarrigle, Rufus Wainwright, Emmylou Harris, Mary Black, Karen Matheson, Rod Paterson), MacCrimmon's Lament (Martyn Bennett), Dublin Blues (Guy Clark, Karen Matheson), Sweet is the Melody (Iris DeMent), A Maiden's Prayer (Aly Bain, Jay Ungar, Molly Mason, Russ Barenberg, Jerry Douglas, Jim Sutherland), Don't Want to Know (John Martyn, Danny Thompson), For No One (Emmylou Harris, Dave Spillane), Scotland (House Band, Mark O'Connor, Martyn Bennett, Charlie McKerron, Mairéad Ní Mhaonaigh, Cathal McConnell)
- 7e programme: Old Fashioned Waltz (Emmylou Harris, Kate & Anna McGarrigle), Clyde to Sandyhook (Savourna Stevenson, Aly Bain), Dark as a Dungeon (Guy Clark, Rod Paterson), The Lover's Waltz (Molly Mason, Jay Ungar, Aly Bain), Both Sides the Tweed (Dick Gaughan, Emmylou Harris), The Reasons Why I'm Gone (Michelle Wright, Karen Matheson), Uncle Sam/Rain on Olivia Town (Jerry Douglas), This Love Will Carry (Dougie MacLean, Kathy Mattea)

### Les2eTransatlantic Sessions
(1998 / réalisé par Aly Bain et Jerry Douglas). Enregistré au Raemoir House Hotel, à Banchory, dans l’Aberdeenshire.
- House Band : Aly Bain, Jerry Douglas, Russ Barenberg, Michael Doucet, Breda Smyth, Danny Thompson et Tommy Hayes.
- Invités : Paul Brady, Ronan Browne, Rosanne Cash, Radney Foster, James Grant, Nanci Griffith, Boo Hewerdine, Fiona Kennedy, John Leventhal, Ishbel MacAskill, Iain MacDonald, John Martyn, Karen Matheson, Maura O'Connell, Eddi Reader, Sharon Shannon, Donald Shaw, Ricky Skaggs et Sharon White (du groupe The Whites).

#### Programme des TS2
Les noms des sets sont en italique et les musiciens principaux sont indiqués entre parenthèses (ce ne sont nécessairement les compositeurs des morceaux).
- 1er programme : The Blue Train (Maura O'Connell, James Grant, Nanci Griffith), A Simple Life/traditional reel (Ricky Scaggs), Piobaireachid Dhomhnaill Dhuibh (Ishbel Macaskill, Iain MacDonald), He Got All the Whiskey (John Martyn, Eddi Reader), Magic Foot (Sharon Shannon, Russ Barenberg), Boots of Spanish Leather (Nanci Griffith), Eunice Two-Step (Michael Doucet, Sharon Shannon)
- 2e programme : Waiting for the Federals (Aly Bain), Who Knows Where the Time Goes (Nanci Griffith, Karen Matheson, James Grant, Maura O'Connell), Violet Tulloch - Queen of Lerwick (Aly Bain, Jerry Douglas, Russ Barenberg, Donald Shaw), The World is What You Make It (Paul Brady, Karen Matheson, Fiona Kennedy), Evangeline (James Grant, Maren Matheson, Maura O'Connell), Jolie Blonde (Michael Doucet), Talk About Suffering/traditional reel (Ricky Scaggs)
- 3e programme : Trouble in the Fields (Maura O'Connell, Nanci Griffith), Bachelor's Walk/The Congress (Breda Smyth), Footsteps Fall (Eddi Reader, Boo Hewerdine), Bonaparte's Retreat (Aly Bain), Seven Year Ache (Rosanne Cash, Radney Foster), Excuse Me Mister (John Martyn), There's Always Sunday (Karen Matheson, James Grant, Maura O'Connell)
- 4e programme : Hummingbird (Eddi Reader, Boo Hewerdine), Road to Aberdeen (Nanci Griffith), Urban Air (Ronan Browne), Storms Are on the Ocean (Sharon White, Ricky Scaggs), La Danse de la Vie (Michael Doucet, Sharon Shannon), Ae Fond Kiss (Karen Matheson, Paul Brady), God Knows When (Radney Foster)
- 5e programme : Nach Truach Leat Mi Stun Eirinn (Fiona Kenndy, Karen Matheson), Western Lift/Glass of Beer (Sharon Shannon), Cure for Life (James Grant, Karen Matheson), Marriage Made in Hollywood (Paul Brady, Karen Matheson), A Tribute to Paeder O'Donnell / Takarasaka (Jerry Douglas), God Speed (Radney Foster)
- 6e programme : Forty Shades of Green (Rosanne Cash, Paul Brady), Passing the Bar (Jerry Douglas), My Father's Son (Ricky Scaggs), Les Veuves de la Coulee (Russ Barenberg, Aly Bain), Arthur McBride and the Sergeant (Paul Brady), Always Will (Nanci Griffith, Ricky Scaggs, Sharon White), Nobody Wins (Radney Foster)
- 7e programme : Return to the Brandywine (Russ Barenberg, Aly Bain), September When it Comes (Rosanne Cash, John Leventhal), Sanseptique Set : Domhnall Dubh An Domhnallaich/Thoir A Nall Ailean Thugam/Senseptique (Tommy Hayes, Fiona Kennedy, Karen Matheson), The Mansion on the Hill (Sharon White, Ricky Scaggs), Solid Air (John Martyn, Danny Thompson), Puirt A Beul set : O Mhisgh A'Chuir A Nollaig Oirnn/Cape Breton Port A Beul/Ann MacKeachnie's Favoutire/Bealach A'Chara (Iain MacDonald)

### Les3eTransatlantic Sessions
(2007 / réalisé par Jerry Douglas et Aly Bain).  Enregistré à la Strathgarry House dans le Perthshire en Écosse.
- House Band : Aly Bain, Jerry Douglas, Russ Barenberg, Phil Cunningham, Dónal Lunny, Donald Shaw, Todd Parks, Michael McGoldrick, Ronan Browne, James Mackintosh et Donald Hay.
- Invités :  Paul Brady, Iris DeMent, Cara Dillon, Julie Fowlis, Sam Lakeman,   Catriona MacKay, Karen Matheson, Bruce Molsky, Fred Morrison, Jim Murray, Tim O'Brien, Gerry O'Connor, Joan Osborne, Eddi Reader, Jenna Reid, Darrell Scott et Sharon Shannon.

#### Programme des TS3
Les noms des sets sont en italique et les musiciens principaux sont indiqués entre parenthèses (ce ne sont nécessairement les compositeurs des morceaux).
- 1er programme : Sophie's Dancing Feet/Andy Brown's Reel (Aly Bain, Jenna Reid, Dónal Lunny), Saint Teresa (Joan Osborne), The Lakes of Pontchartrain (Paul Brady), The Drummers of England (Russ Barenberg), Puirt A Beul/I Bhi A Da/'S Ioma Rud A Chunna Mi/Chateid Fionnlaigh A Dh'eige/Cairistion Nighean Eoghainn (Karen Matheson, Donald Shaw), The Open Door (Darrell Scott), The Swedish Jig/Untitled Jig (Sharon Shannon, Jim Murray, Gerry O'Connor)
- 2e programme : Li'l Ro Ro/Little Martha/A Monkey Let eh Hogs Out (Jerry Douglas), Back to Earth (Eddi Reader, Tim O'Brien), You'll Never Leave Harlan Alive (Darrell Scott), Hector the Hero (Jenna Reid, Aly Bain), Biodh An Deoch Seo An Laimh Mo Ruin (Julie Fowlis, Jenna Reid, Dónal Lunny), Garden Valley (Cara Dillon, Sam Lakeman), Woo'd An Marrit An A/Up Da Stroods Da Sailor Goes (Aly Bain, Jenna Reid, Bruce Molsky)
- 3e programme : Through the Gates (Russ Barenberg), Holy Water (Joan Osborne, Iris DeMent, Bruce Molsky), The Neck Belly Reels (Shaon Shannon, Gerry O'Connor, Jim Murray), The Blackest Crow (Bruce Molsky, Julie Fowlis), Rainbow (Paul Brady, Eddi Reader, Karen Matheson), Crucan Na Bpaiste (Karen Matheson, Donald Shaw), The Crossing (Tim O'Brien)
- 4e programme : Sir Aly B (Jerry Douglas), Oganaich Uir A Rinn M'Fhagail (Julie Fowlis), He Reached Down (Iris DeMent), Frank McConnell's Three Step (Phil Cunnignham. Aly Bain), Look Down That Lonesome Road (Tim O'Brien), The Streets of Derry (Cara Dillon, Paul Brady, Sam Lakeman), Farewell to Uist/The Lochaber Badger/Rip the Calico (Fred Morrison, Michael McGoldrick, Dónal Lunny, Jerry Douglas)
- 5e programme : St. Anne's Reel (Aly Bain, Jerry Douglas, Russ Barenberg, Todd Parks), One More Chance (Karen Matheson, Darrell Scott, Tim O'Brien, Donald Shaw), Swan LK 243 (Catriona MacKay), Don't Try to Please Me (Paul Brady, Cara Dillon, Tim O'Brien, Darrell Scott), Bothan Airigh Am Braigh Raithneach (Julie Fowlis, Bruce Molsky), Please Don't Tell Me How The Story Ends (Joan Osborne, Bruce Molsky), Shove the Pig's Foot a Littel Bit Further Into the Fire (Bruce Molsky, Sharon Shannon, Jim Murray)
- 6e programme : Half Past Four (Bruce Molsky), Aye Waulken-O (Eddi Reader, Karen Matheson, Paul Brady), Brother Wind (Tim O'Brien), Sophie's Lullaby (Ally Bain, Jerry Douglas, Todd Parks, Donald Shaw), P Stands for Paddy (Cara Dillon, Paul Brady, Sam Lakeman), Shattered Cross (Darrell Scott, Paul Brady), Sail Away Ladies/Walking in the Parlour (Michael McGoldrick, Dónal Lunny, Bruce Molsky)
- Titre bonus (uniquement sur CD) : Eleanor of Usen (Phil Cunningham, Aly Bain), There's a Whole Lot of Heaven (Iris DeMent, Bruce Molsky), The Kansas City Hornpipe/Jarlath's Tune (Fred Morrison, Bruce Molsky)

### Les4eTransatlantic Sessions
(2009 / réalisé par Jerry Douglas et Aly Bain).  Enregistré au pavillon de chasse Glen Lyon, dans le Perthshire en Écosse.
- House Band : Aly Bain, Jerry Douglas, Russ Barenberg, Michael McGoldrick, Ronan Browne, Phil Cunningham, Donald Shaw, Danny Thompson, Todd Parks et James Mackintosh.
- Invités : Karan Casey, Rosanne Cash, Dezi Donnelly, Stuart Duncan, Julie Fowlis, James Graham, Dónal Lunny, Allan MacDonald, Karen Matheson, Allison Moorer, Mairéad Ní Mhaonaigh, Liam Ó Maonlaí, Jenna Reid, Emily Smith, James Vernon Taylor, Dan Tyminski, Niall Vallely et Martha Wainwright.

#### Programme des TS4
Les noms des sets sont en italique et les musiciens principaux sont indiqués entre parenthèses (ce ne sont nécessairement les compositeurs des morceaux).
- 1er programme : Fiddle Blast : The Teetotaller/Lorn McDonald's Reel/High Road to Linton (Aly Bain, Stuart Duncan, Mairéad Ní Mhaonaigh, Jenna Reid), Man of Constant Sorrow (Dan Tyminski), How She Does It (Allison Moorer), Glide (Jerry Douglas), Ged A Sheol Mi Air M'Aineol (Julie Fowlis), Millworker (James Taylor), Jewels of the Ocean/We're a Case, the Bunch of Us/Tommy & Ronnie's Double Tonic (Allan MacDonald)
- 2e programme : Bleeding All Over You (Martha Wainwright), O'Farrell's Farewell to Limerick/Oot East by the Vong (Aly Bain & Dónal Lunny), Lassie Wi' the Lint-white Locks (Karen Matheson), Copperline (James Taylor), Maili Dhonn (James Graham), Flatwater Fran (Phil Cunningham), Mo Nion O (Mairéad Ní Mhaonaigh)
- 3e programme : The Boy Who Wouldn't Hoe Corn (Dan Tyminski), The Silver Tassie (Emily Smith), Paddy in the Smoke/Sporting Days of Easter/The Crosses of Annagh/Sporting Nell (Michael McGoldrick, Dezi Donnelly), Tower Song (Martha Wainwright), Gelnntain Ghlas' Ghaoth Dobhair (Mairéad Ní Mhaonaigh), Bethany's Waltz (Jenna Reid), 500 Miles Away from Home (Rosanne Cash)
- 4e programme : Mocking Bird (Allison Moorer), Lee Highway Blues (Stuart Duncan), Down in the Willow Garden (Dan Tyminski), Black is the Colour of my True Love's Eyes (Karan Casey), Kid on the Mountain/Sleep Soon in the Morning/The Reconciliation (Aly Bain), Worry Not (Liam Ó Maonlaí), Pandemonium of Pipers: Fhir A' Chinn Duibh/Una Bhan/Market Place of Inverness/Humours of Tulla/Foxhunter (Allan MacDonald & Ronan Browne)
- 5e programme : Mary Rogers/Siun Ni Dhuibhir (Dónal Lunny & Mairéad Ní Mhaonaigh), Secret Life of Roses (Rosanne Cash), Unionhouse Branch (Jerry Douglas), Caledonia (Emily Smith), The King's Shilling (Karan Casey), Carrickfergus (Allison Moorer)
- 6e programme : Belfast to Boston (James Taylor), O Nach Eisdeadh Tu 'N Sgeul Le Aire (Karen Matheson), Lily Dale (Aly Bain, Stuart Duncan & Jerry Douglas), Motherless Children (Rosanne Cash), The Pleasant Beggar (Russ Barenberg), Mo Ghruagach Dhonn (Julie Fowlis), Work Song (Liam Ó Maonlaí)
- Titre bonus (uniquement sur CD) : Erin's Lovely Home (Karan Casey), Muireann's Jig (Nial Vallely, Mike McGoldrick & Dezi Donnelly), Black, Black, Black (Ronan Browne), Och Oin Chaileag (James Graham)

### Les 5e Transatlantic Sessions
(2011 / réalisé par Jerry Douglas et Aly Bain).  Enregistré pavillon de chasse de Glen Lyon près de Aberfeldy dans le Perthshire en Écosse.
- House Band : Aly Bain, Jerry Douglas, Russ Barenberg, John Doyle, Nollaig Casey, John McCusker, Michael McGoldrick, Donald Shaw, Danny Thompson et James Mackintosh.
- Invités : Eric Bibb, Sam Bush, Phil Cunningham, Béla Fleck, Sarah Jarosz, Alison Krauss, Amos Lee, Dónal Lunny, Kathleen MacInnes, Iain Morrison, Jim Murray, Muireann Nic Amhlaoibh, Declan O'Rourke, Dirk Powell, Eddi Reader et Sharon Shannon.

#### Programme des TS5
Les noms des sets sont en italique et les musiciens principaux sont indiqués entre parenthèses (ce ne sont nécessairement les compositeurs des morceaux).
- 1er programme : The Boys of 25/The Glass of Beer (Aly Bain), Goin' Down the Road Feelin Bad (Eric Bibb), Oran na Cloiche (Kathleen MacInnes), Falani (Béla Fleck), Leezie Lindsay (Eddi Reader), Boats up the River (Dirk Powell), Lay My Burden Down (Alison Krauss)
- 2e programme : Helvic Head/Kiss the Maid (Michael McGoldrick), Annabel Lee (Sarah Jarosz), Some Sweet Day (Dirk Powell), Dreamcatcher/Off the Hook (Sharon Shannon), Time Machine (Declan O'Rourke), Lake Charles Waltz (Phil Cunningham), Jesus Can You Help Me Now (Amos Lee)
- 3e programme : Big Country (Béla Fleck), Western Highway (Muireann Nic Amhlaoibh), Clear Blue Eyes (Amos Lee), A New Day Medley (Jerry Douglas), Waterbound (Dirk Powell), Run Away (Sarah Jarosz), Lios na Banriona/The Cross Reel (Nollaig Casey)
- 4e programme : Flying Circus/Windchime Dance (Sharon Shannon), A Lewis Summer (Iain Morrison), Ring Them Bells (Sarah Jarosz), Lonesome Moonlight Waltz (Alison Krauss), The Ballad of Stringbean and Estelle (Sam Bush), Galileo (Declan O'Rourke), Dimming of the Day (Alison Krauss)
- 5e programme : The Hut on Staffin Island/Shake a Leg/Wing Commander Donald MacKenzie's Reel (Phil Cunningham), Dragonflies (Eddi Reader), Cúnla (Dónal Lunny), Leaving Limerick (Muireann Nic Amhlaoibh), Same Ol' River (Sam Bush), Gur Milis Morag (Kathleen MacInnes), Don't Ever Let Nobody Drag Your Spirit Down (Eric Bibb)
- 6e programme : The Breton Set (John McCusker), Broken Off Car Door (Iain Morrison)), Windows are Rolled Down (Amos Lee), T'aimse Im' Chodhladh (Aly Bain), Little Girl of Mine in Tennessee (Sam Bush), I Believe in You (Alison Krauss), Route Irish (Jerry Douglas)
- Titre bonus (uniquement sur CD) : Fire in my Hands (Iain Morrison), Pé in Eirinn (Muireann Nic Amhlaoibh), Reul Alainn A' Chuain (Kathleen MacInnes), When at Last (Russ Barenberg), A Stor Mo Chroi (Nollaig Casey)

### Les 6e Transatlantic Sessions
(2013 / réalisé par Jerry Douglas et Aly Bain). Enregistré à Loch Lomond en Écosse.
- House Band : Aly Bain, Jerry Douglas, Russ Barenberg, John Doyle, John McCusker, Matheu Watson, Michael McGoldrick, Donald Shaw, Danny Thompson et James Mackintosh.
- Invités : Mary Chapin Carpenter, Phil Cunningham, Cara Dillon, Julie Fowlis, Andy Irvine, Sam Lakeman, Dónal Lunny, Allan MacDonald, Ewan McLennan, Karen Matheson, Tim O'Brien, Maura O'Connell, Aoife O'Donovan et Teddy Thompson.

#### Programme des TS6
Les noms des sets sont en italique et les musiciens principaux sont indiqués entre parenthèses (ce ne sont nécessairement les compositeurs des morceaux).
- 1er programme : Shetland Set (Aly Bain), Don't Know What I Was Thinking (Teddy Thompson), Aragon Mill (Karen Matheson), Jock Stewart (Ewan McLennan), Shotgun Down The Avalanche (Cara Dillon / Sam Lakeman), I wish I Was In Belfast Town (Andy Irvine),  Bright Sunny South (Aoife O'Donovan)
- 2e programme : My Girl's Waiting For Me (Tim O'Brien), I Have A Need For Solitude (Mary Chapin Carpenter), Halloween Rehearsal (Russ Barenberg), Smeorach Chlann Domhnaill (Julie Fowlis), Cragie Hill (Cara Dillon), Wee Michael's March / D Jig / Boys Of The Puddle (John McCusker)
- 3e programme : Gone To Fortingal / Wired To The Moon (Jerry Douglas / Michael McGoldrick), Transcendental Reunion (Mary Chapin Carpenter), Loch Katrine's Lady (Phil Cunningham), Oh Mama (Aoife O'Donovan), She Thinks I Still Care (Teddy Thompson), Father Dermot (Aly Bain / Mike McGoldrick), Jute Mill (Ewan McLennan)
- 4e programme : Jubilee (Mary Chapin Carpenter), Never Tire Of The Road (Andy Irvine), Che Mi Bhuam (Karen Matheson), Delilah (Teddy Thompson), Isle Of Malachy (Maura O'Connell), Hug Air A' Bhonaid Mhoir (Julie Fowlis), Letter In The Mail (Tim O'Brien)
- 5e programme : Liberty's Sweet Home (John Doyle), Bright Morning Star (Cara Dillon / Sam Lakeman), No Direction Home / Bright Start Over Sark (Michael McGoldrick), Whistling The Esperanza (Ewan McLennan), He Gradh Ho Gradh (Julie Fowlis), Sad The Parting / Miss Ann McKechnie / Lord McConnell of Loughearn / Rakish Paddy (Allan McDonald)
- 6e programme : Like I Used To (Tim O'Brien), The Diamond Ring (Karen Matheson), Kimberley's Waltz (Phil Cunningham), My Heart's Tonight In Ireland / West Clare Reel (Andy Irvine / Dónal Lunny), It Don't Bring You (Maura O'Connell), Hallowell (Aoife O'Donovan), On A Monday (Jerry Douglas)